# Вангди-Пходранг (провинция)
Вангди-Пходранг (дзонг-кэ དབང་འདུས་ཕོ་བྲང་, вайли dbang-'dus pho-brang) — одна из девяти исторических провинций Бутана.
Находилась в центре Бутана, примерно соответствуя современному дзонгхагу Вангди-Пходранг. Центром являлся город Вангди-Пходранг, в котором находился Вангди-дзонг — крепость правящего провинцией Вангди-Пходранг-дзонгпена. Однако к XIX веку, фактическая власть в этом регионе перешла к Тронгса-пенлопу:132, 141.